# Cormocephalus brincki
Cormocephalus brincki är en mångfotingart som beskrevs av Lawrence 1955. Cormocephalus brincki ingår i släktet Cormocephalus och familjen Scolopendridae. Inga underarter finns listade i Catalogue of Life.